# Биткеев, Пётр Цеденович
Петр Цеденович Биткеев (1937, Овата, Троицкий улус, Калмыцкая АССР, РСФСР) — учёный-востоковед, специалист в области фонетики монгольских языков, знаток современного и старописьменного монгольского языка, ойратской письменности, педагог, главный редактор научно-популярного журнала «Мандала».
Доктор филологических наук, профессор.

## Биография
Родился в 1937 году в посёлке Овата Центрального улуса Калмыцкой АССР. В 1962 году окончил Восточный факультет Ленинградского государственного университета, в 1965 году — аспирантуру и защитил кандидатскую диссертацию по теме «Экспериментальные исследования звукового строя калмыцкого языка». После окончания аспирантуры и защиты диссертации работал в г. Новосибирске, в Институте истории, филологии, философии Сибирского отделения АН СССР. В 1969 году был приглашен Правительством республики на работу в Калмыкию и назначен ученым секретарем Калмыцкого НИИЯЛИ. В 1973 году в связи с организацией сектора монголоведения был переведен на должность заведующего сектором, в 1983—1985 гг. работал зам. директора по научной работе, в 1985—1993 гг. — директором КИГИ.
В 1980 году защитил докторскую диссертацию по теме «Калмыцкий и ойратский вокализм (по материалам экспериментальных исследований и старописьменных памятников)».
Профессор кафедры калмыцкого языка и монголистики Калмыцкого государственного университета.

## Награды и почётные звания
Удостоен почетного звания «Заслуженный деятель науки Республики Калмыкия», награждён орденом Дружбы и медалями «За доблестный труд», «Дружба» (МНР)

## Труды
- Биткеев, П. Ц. Автореферат кандидатской диссертации «Экспериментально-фонетические исследования звукового строя калмыцкого языка». г. Ленинград, 1965.
- Биткеев, П. Ц. Проблемы графики и орфографии современного калмыцкого языка, Брошюра. Элиста, 1969.
- Биткеев, П. Ц. Неясные гласные и принципы их обозначения на письме, Брошюра. Элиста, 1978.
- Биткеев, П. Ц. Автореферат докторской диссертации «Калмыцкий и ойратский вокализм», г. Москва,1983.
- Биткеев, П. Ц. Филологические исследования старописьменных памятников. Элиста, 1987.
- Биткеев, П. Ц. Калмыцкий язык: Учеб. для 2-го кл. / Биткеев Петр, Дельденова Босхомджи. — 1-е изд. — Элиста: Калм. кн. изд-ва, 1987. — 93,[1] с.та: Калм. кн. изд-во, 1990. — 155 с.
- Биткеев, П. Ц. Калмыцкий язык: Учеб. для 2-го кл. / Биткеев Петр, Дельденова Босхомджи. — 2-е изд., перераб. — Элиста: Калм. кн. изд-во, 1992. — 95 с
- Биткеев, П. Ц. «Современный калмыцкий язык». Программа дисциплины,  г. Элиста, КГУ, 2009.
- Биткеев, П. Ц. Калмыцкий язык за 400 лет / П. Ц. Биткеев; Федер. агентство по образованию, Гос. образоват. учрежд. высшего проф. образования Калмыцкий гос. ун-т. — Элиста: Джангар, 2009. — 191 с.
- Биткеев, П. Ц.  Теория редукции в монголистике. – журнал «Социально-экономические и гуманитарные исследования». Ростов-на-Дону, 2010.
- Биткеев, П. Ц. Буддизм в России и Европе. – Журнал «Мандала», 2010. — №18-19.
- Биткеев, П. Ц. Статья «Проблемы языковой ситуации в РК» 0,4 п.л.- В сб. материалов конференции «Проблемы функционирования и развития языков в полилингвальном пространстве» 2010.
- Биткеев, П. Ц. Проблемы редукции и фономорфологические мутации в монгольских языках  // Вопросы филологии, М., 2014, № 2.
- Биткеев, П. Ц. Достойный вклад в монголоведную науку (к 100-летию Ц.Б. Цыдендамбаева) // Вестник Бурятского научного центра Сибирского отделения РАН, 2015, № 2(18)
- Биткеев, П. Ц. Ученые записки Орловского государственного университета: журнал / гл. науч. ред. Ф.С. Авдеев; учред. ФГБОУ ВПО «Орловский государственный университет»; Министерство образования и науки Российской Федерации. – Орел: Орловский государственный университет, 2015. – № 6(69). – 377 с.: ил., схем., табл.
- Биткеев, П. Ц. Теоретические основы и практические пути и методы решения проблем языковой ситуации в национальных регионах // Журнал «Современные концепции гуманитарных наук: Языкознание и литература» 2015, Екатеринбург.
- Биткеев, П. Ц. Актуальные проблемы современной монголистики(методология  сравнительно-исторических исследований) // Материалы IIМеждународной конференции «Монгольские языки и письменная культура монгольских народов» СПб: ИЛИ РАН, 2016 г.
- Биткеев, П. Ц. Сакральные ценности эпоса «Джангар» // «Вестник КИГИ РАН» № 3, 2016 г. с. 160-167
- Биткеев, П. Ц. Актуальные проблемы науки и образования в формате сетевого востоковедения // «Сетевое востоковедение: образование, наука, культура», Элиста: Изд-во КалмГУ 2017. с. 15-20
- Биткеев, П. Ц. Ясное письмо – памятник письменной культуры монгольских народов //  Материалы IIмеждународного научного форума «Сетевое востоковедение: устные и письменные традиции в контексте межкультурного взаимодействия» Элиста: Изд-во КалмГУ 2018. с.198-203[3]